# لي تيكسيانج
لي تيكسيانج (بالصينية: 李提香) (1 سبتمبر 1989 بتانغشان في الصين - ) هو لاعب كرة قدم صيني في مركز الوسط. لعب مع نادي بكين سينوبو غوان ونادي تونديلا وBeijing Guoan Talent Singapore FC ‏.

## وصلات خارجية
- لي تيكسيانج على موقع قاعدة بيانات كرة القدم.إي يو (الإنجليزية)
- لي تيكسيانج على موقع Soccerway.com (الإنجليزية)
- لي تيكسيانج على موقع عالم كرة القدم.نت (الإنجليزية)